# 東京都交通局5300型電聯車
東京都交通局5300型電聯車（日语：／ Tōkyōto kōtsūkyoku 5300-gata densha */?）為東京都交通局（都營地下鐵）淺草線用的通勤型電力動車組。

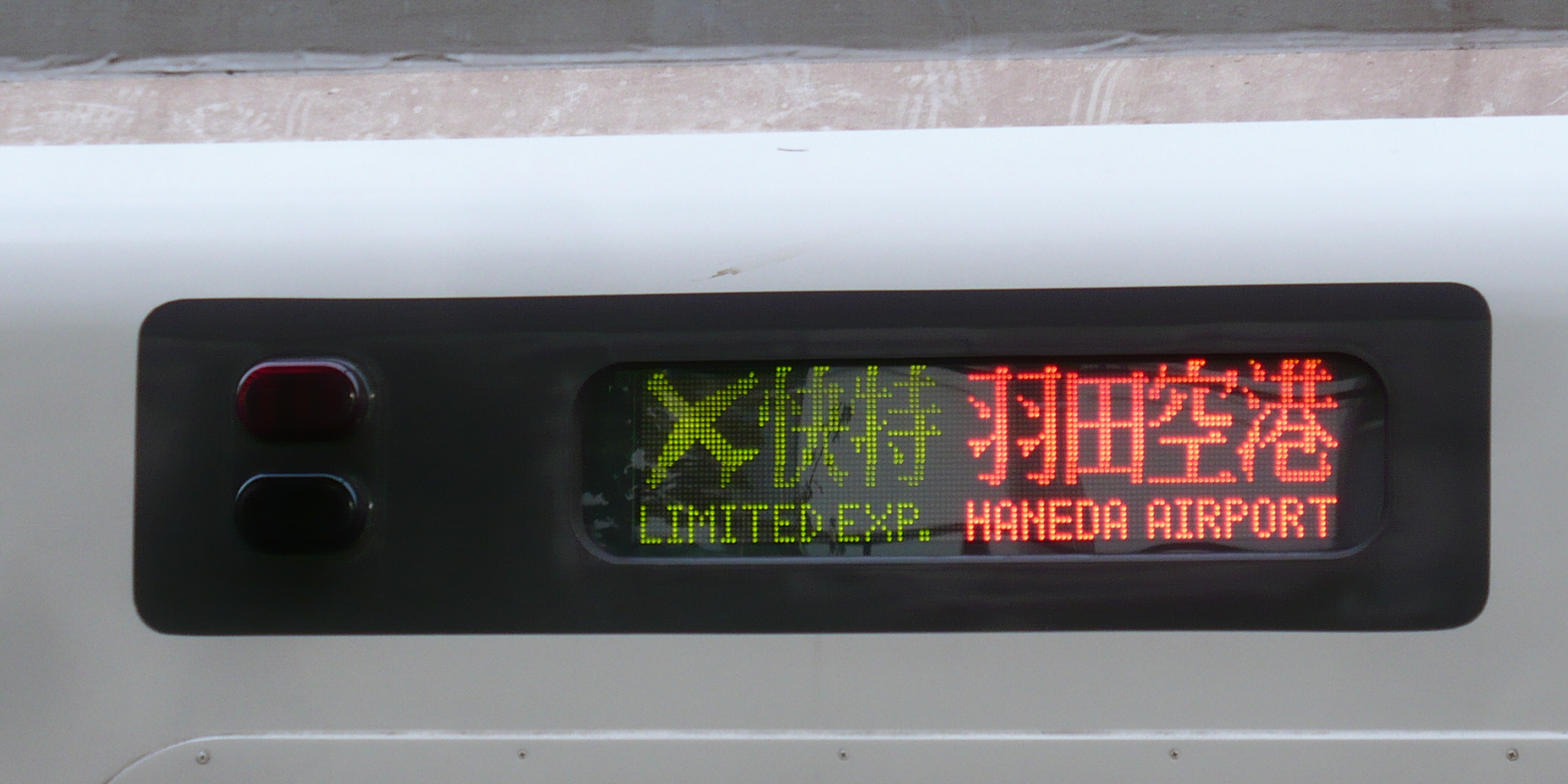
列车外部显示屏

## 概要
在1991年3月31日，為了令淺草線加快空調化及取締老化的5000型列车，東京都交通局開始将5300型列车投入到淺草線营业。由1991年至現在共有27列，216卡車廂在役。一列編組為4节電動車，4节付隨車。當初設計5300型時是环绕21世纪的以下4個目標概念：
- 全新外觀設計
- 光而明亮的車內
- 方便乘客使用
- 減少維修

## 列车外观
列车车头采用倾斜流线型且左右不对称的设计，设置有内崁式门的紧急出口，每节车厢拥有3对车门，车门为内藏门。方向幕则是都营地下铁中首次采用LED显示的，在方向幕的左右两侧设置有圆形的通过标识灯。车体使用轻量化铝合金材料，車體主色為白色，配紅及棕色彩帶。每节车厢拥有3对车门，为氣動内藏门。

## 列车批次分類
- 1次車：5301-5302編組（1990年度）／日立製作所製
- 2次車：5303-5306編組（1991年度）／川崎重工製
- 3次車：5307-5310編組（1992年度）／日本車輛製造製
- 4次車：5311-5314編組（1993年度）／日立製作所製
- 5次車：5315-5321編組（1994年度）／日本車輌製造、近畿車輛製
- 6次車：5322-5326編組（1995年度）／日立製作所製
- 7次車：5327編組（1996年度）／近畿車輛製

## 列车内部
列车内部主色调为白色，地板颜色为粉色或浅灰色。其中座席为可折叠式，普通座席颜色为红色，优先座席颜色为紫色。行李架为不锈钢钢管组成，侧面的车窗帘上印有「隅田川的印象」，并与车内的「浅草」主题相融合。在车厢的连接处设置有车门，可自动关闭。

## 车内向导设备
车门内侧上方安装的车内向导表示装置上方拥有2个开门提示灯，兩側的其中一邊有滚动式LED显示幕，不过在其他线路均不顯示，另外一邊是纸质路线图。另外，车内广播在早期使用的是女高音，後來改成更容易聽見的較低音的女聲。

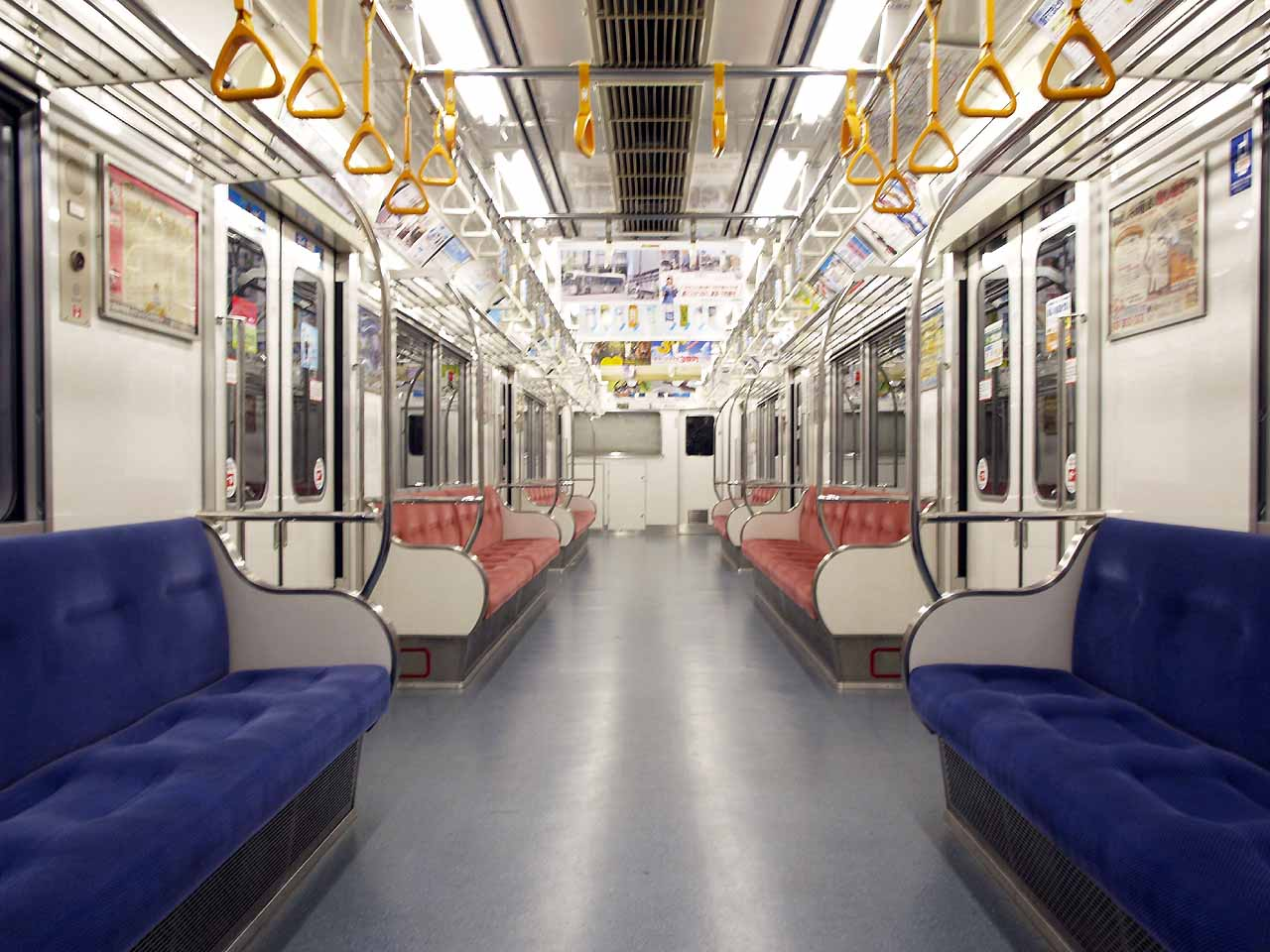
5314号先头车内部
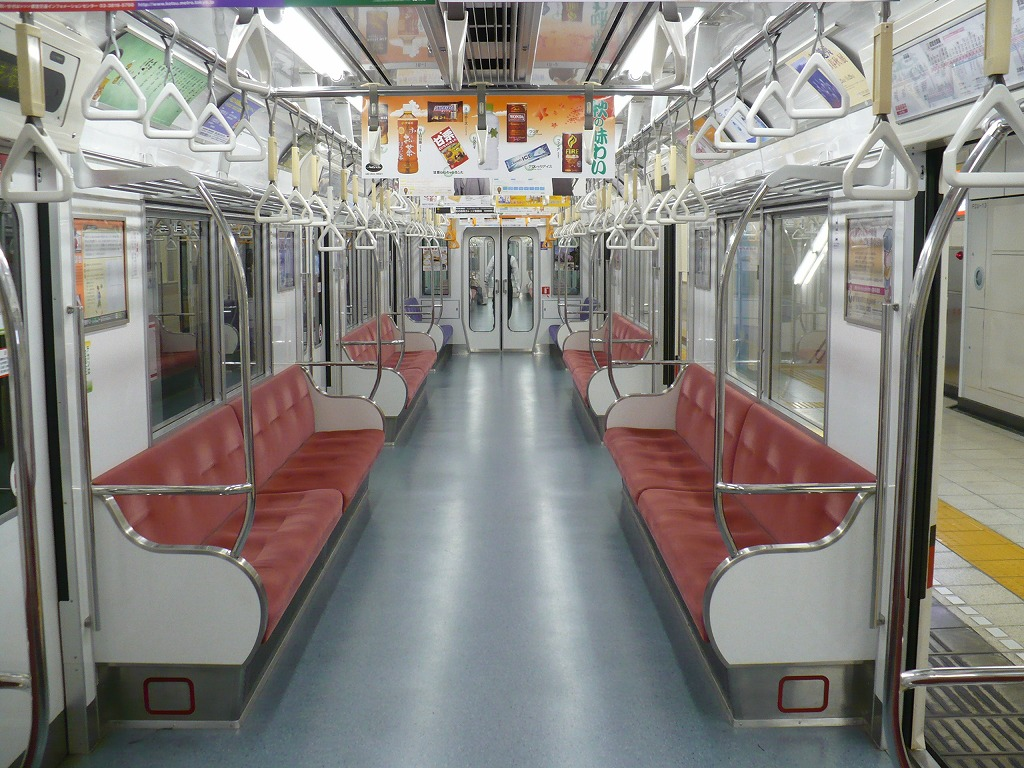
5325号中间车内部
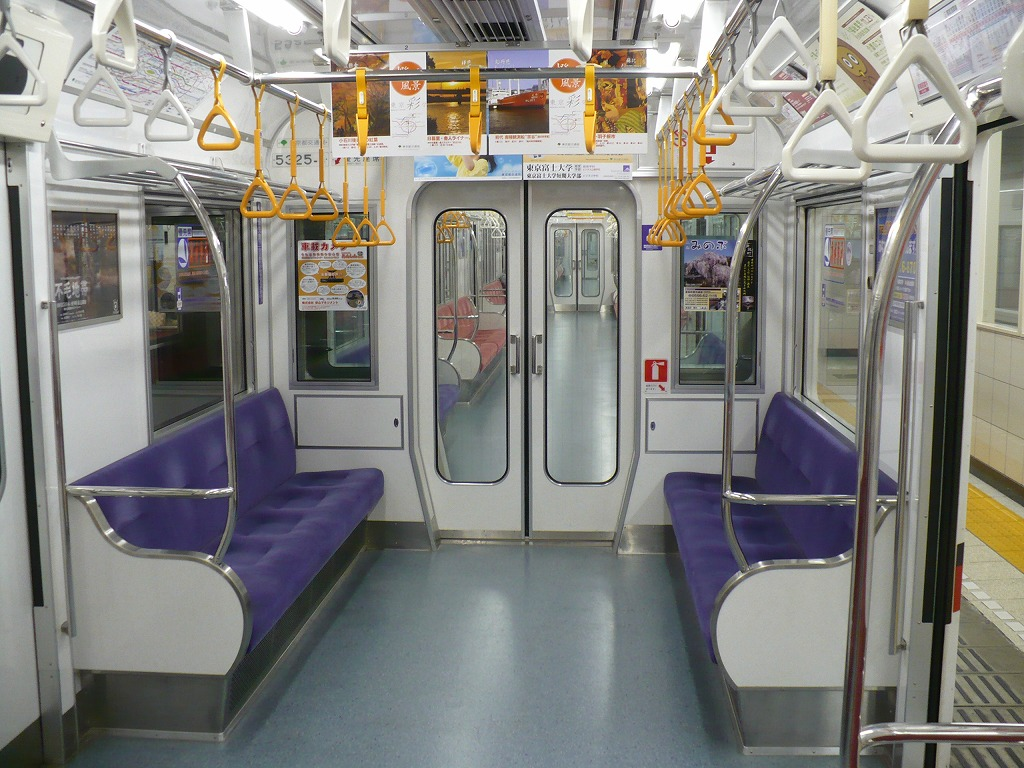
车厢两端的优先席
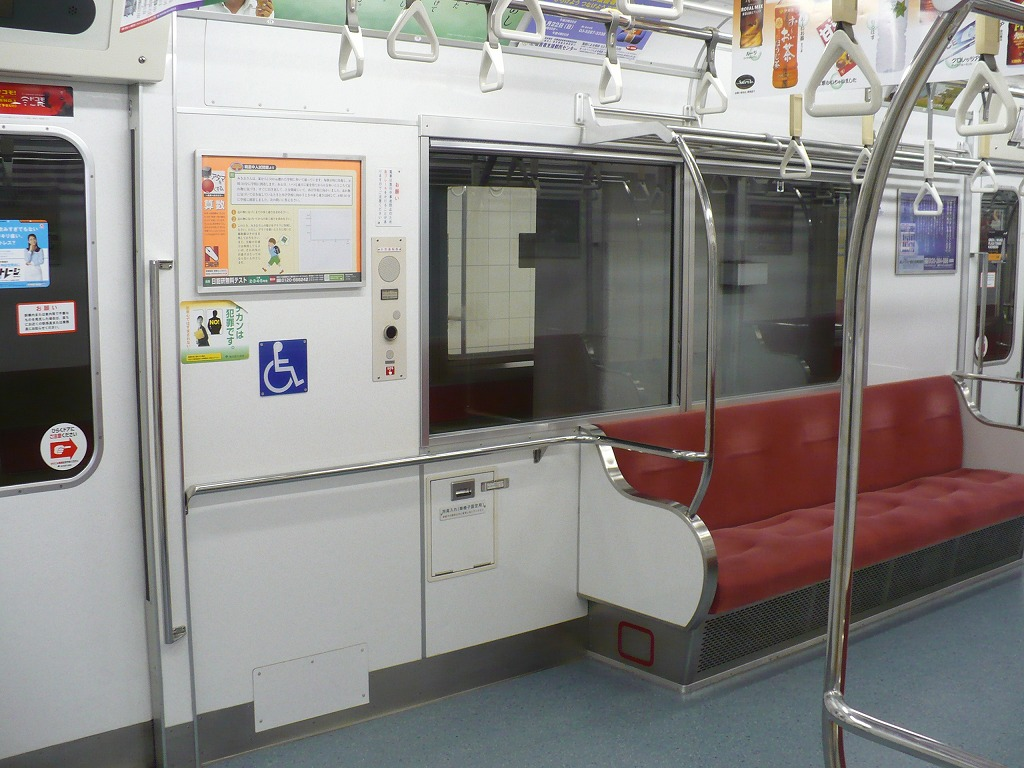
列车轮椅位
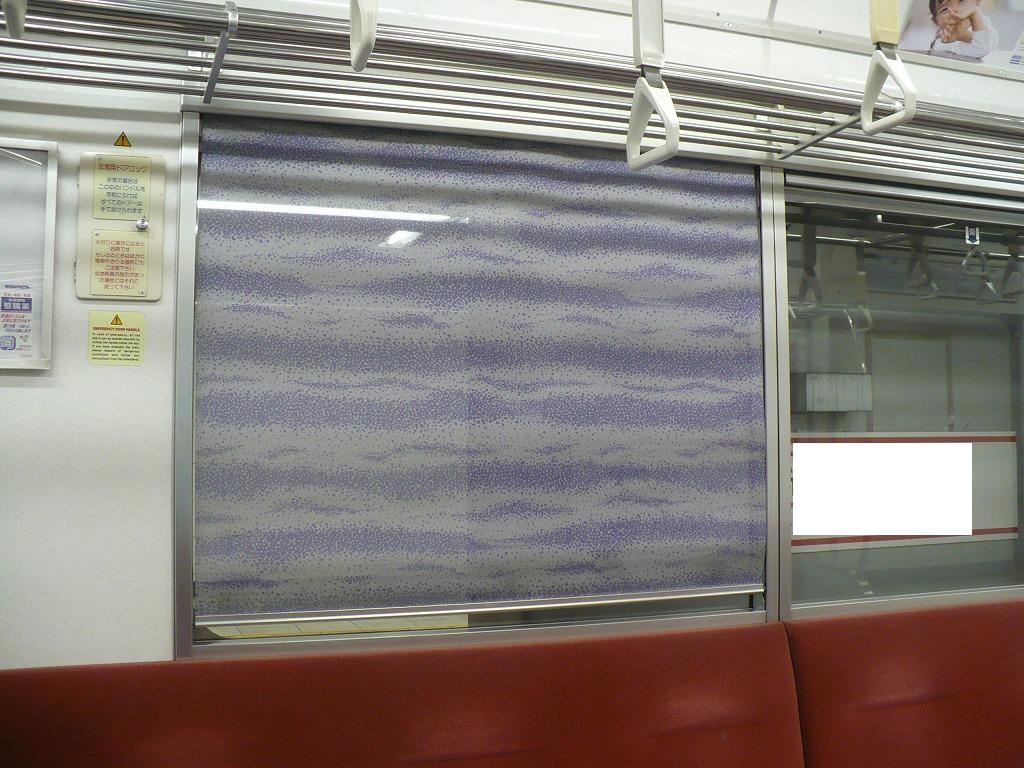
车窗遮挡布
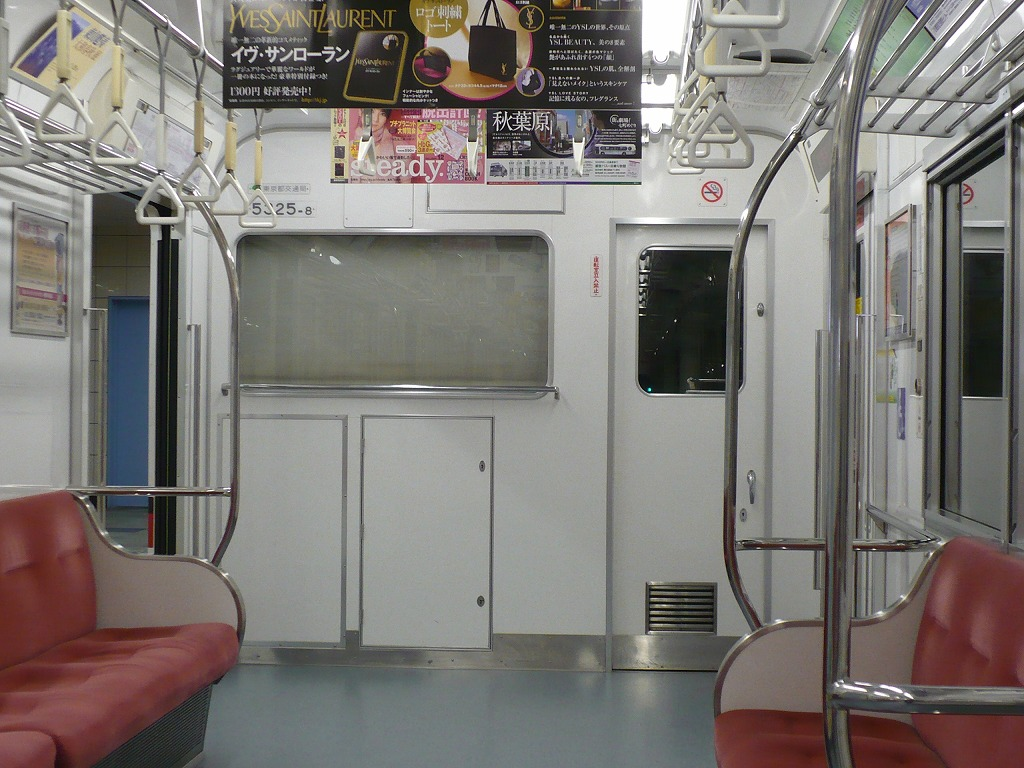
驾驶室与客室连接处（有帘子遮挡）
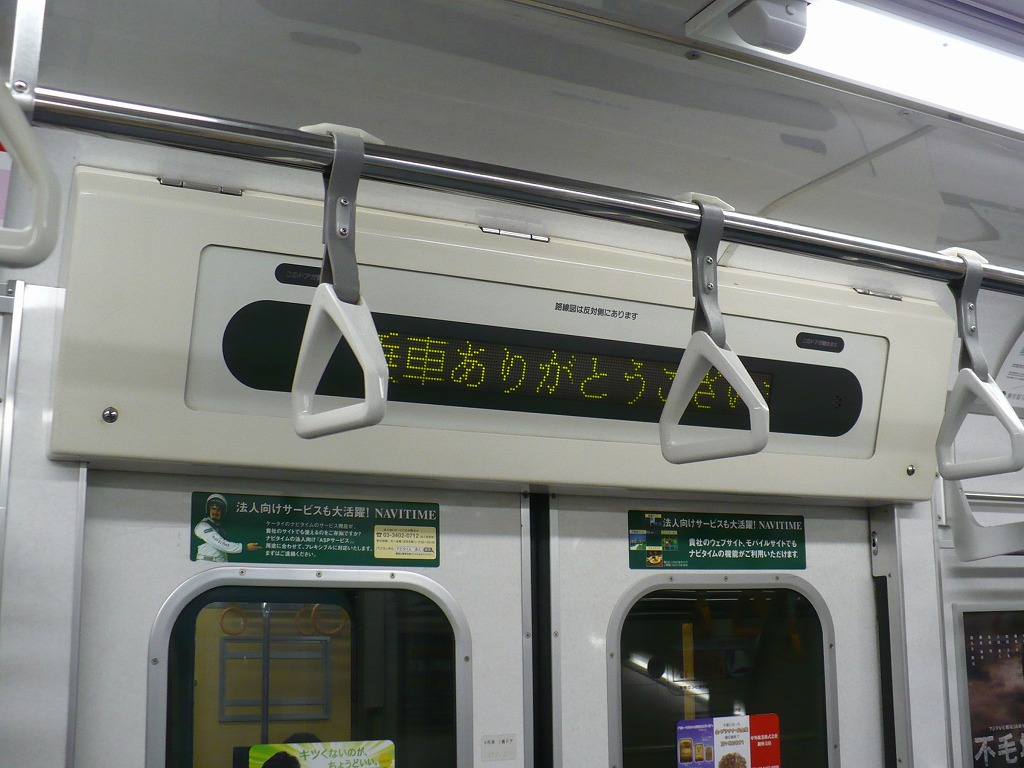
列车内部LED显示幕

## 驾驶室
5300型列车驾驶室长约2.1米，驾驶台主体颜色为灰色。主干控制器为單杆手柄式，为加速4段、減速5段+緊急制動，另外还安装有自动列车停止装置。在仪表盘有车拥有监视设备，初期显示颜色为橙色，现在已经更改为彩色。此外，在驾驶室与客室之间的窗户上拥有窗帘。

## 列车安装设备
每节动车车厢安装四台牵引电机，多数电机的每小時定格輸出為165 kW，唯5327编成所用电机的為180 kW；列车的牵引逆变器由三菱电机设计，采用 4500V·2000A 的 GTO 变流模块；列车的制动方式为再生制动和电磁指令式空气制动。
列车的转向架为近畿车辆制造，由空气弹簧支撑，動力转向架为 T-1B (KD302) 型，无动力转向架为 T-1C (KD302A) 型；列车的辅助电源装置为功率130 kW逆变器，可将1500 V直流电转换为600 V直流电，为電動空氣壓縮機供电，亦可将600 V直流电继续转换为单相200 V交流电；列车的空调单机功率为 48.9 kW。

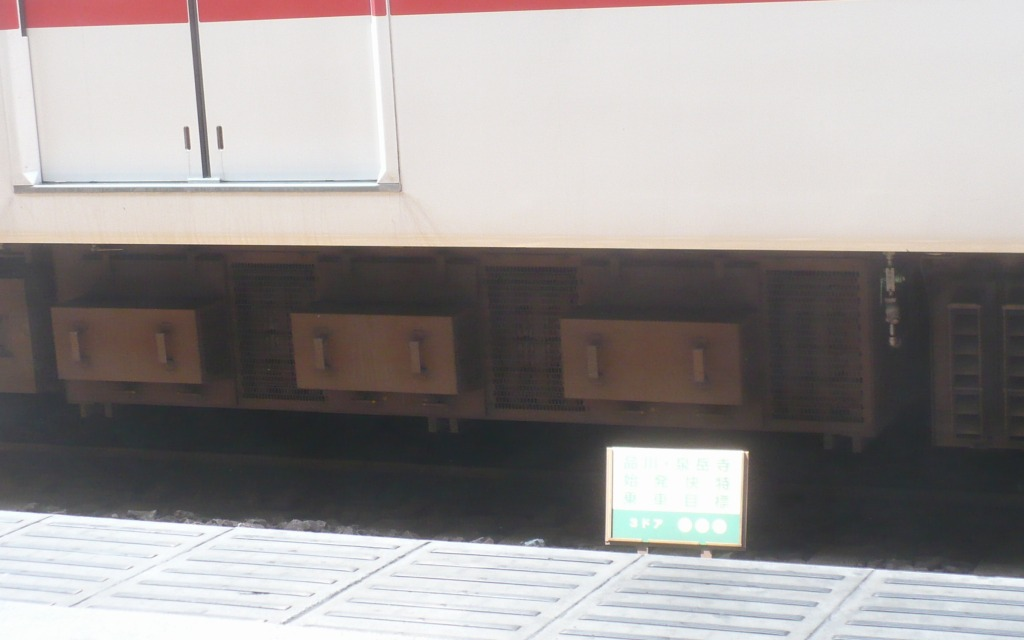
VVVF控制装置（海側，有冷却设备）
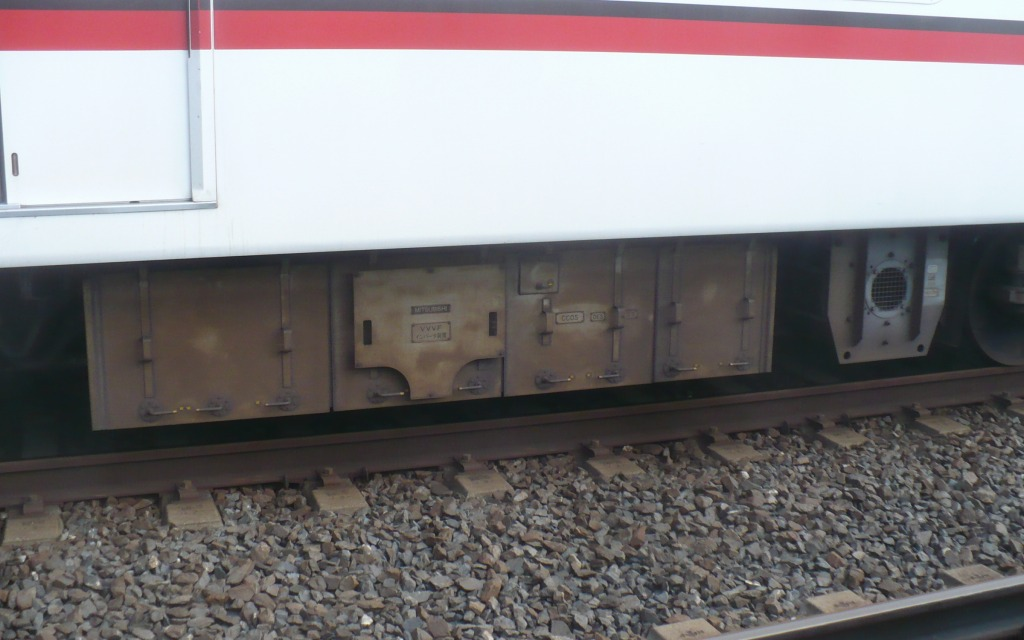
VVVF控制装置（山側）
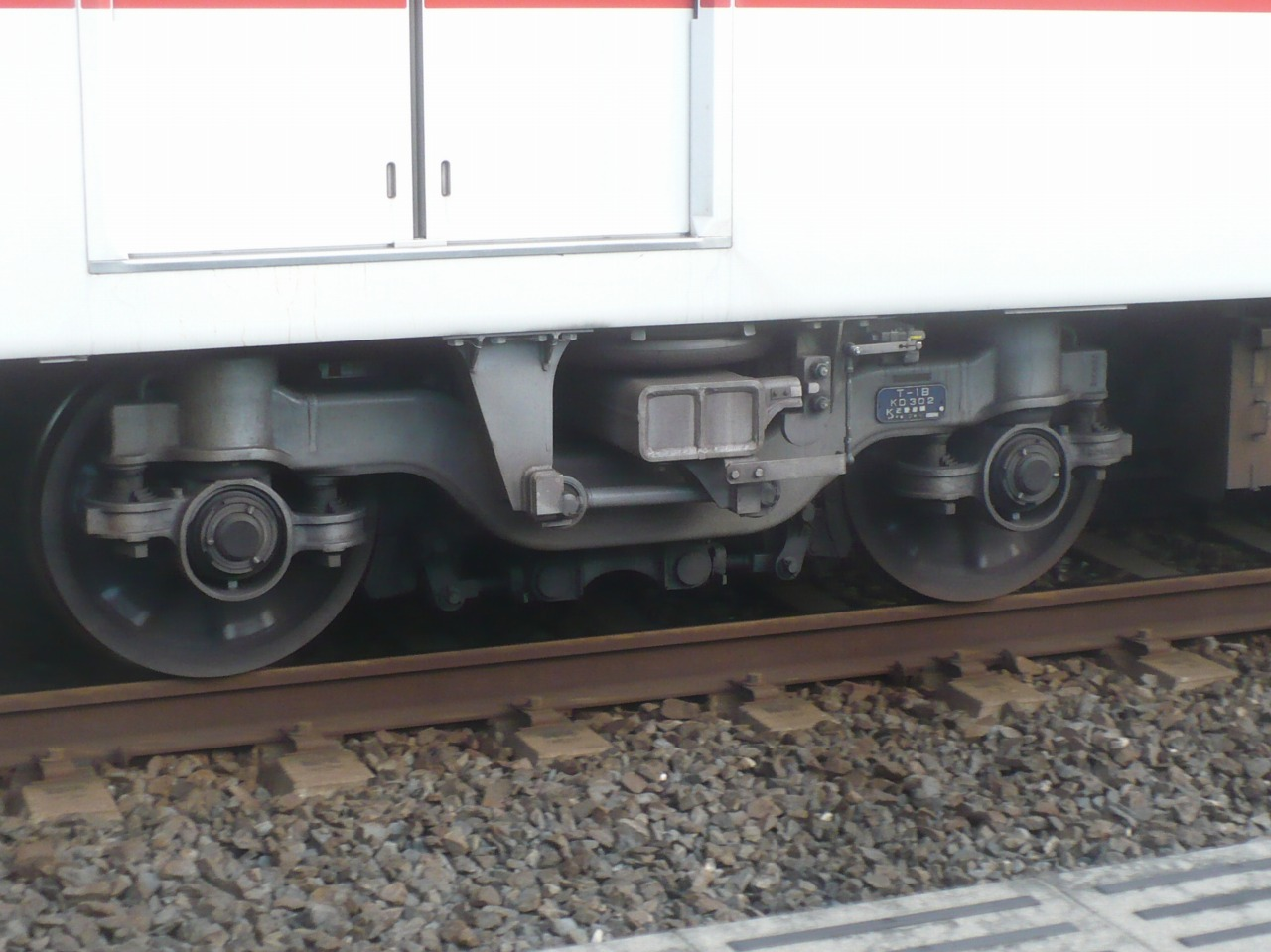
T-1B型（KD302形）動力转向架
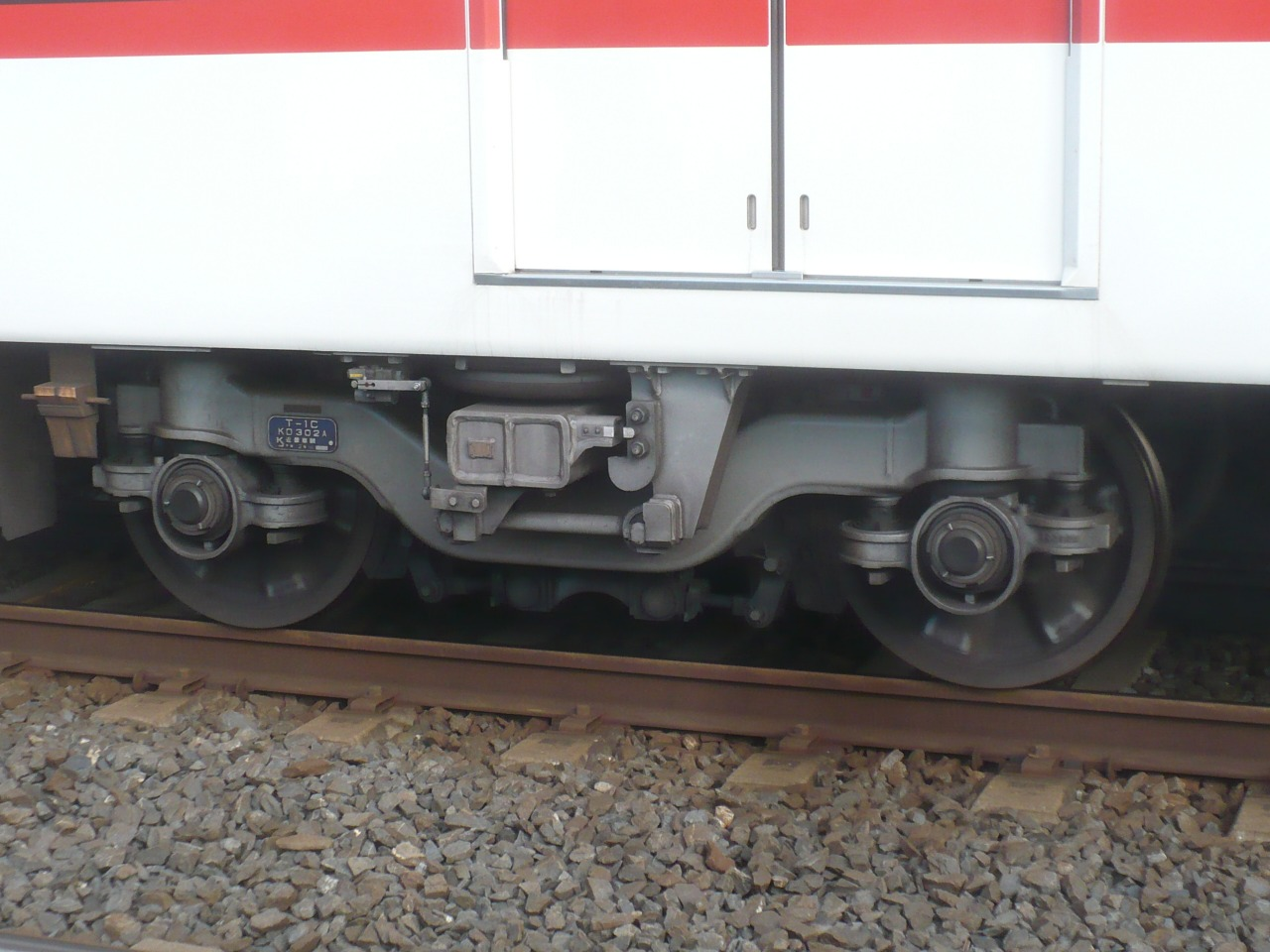
T-1C型（KD302A）无动力转向架

## 编组
|          | 5300 型 ←京急线三崎口、新逗子、羽田机场；西马込方向押上；京成线京成成田、成田机场；北总线印旛日本医大；芝山线芝山千代田方向→ |                      |                      |                                |                                |                      |                      |                                |
| 車廂編號 | 1 | 2                    | 3                    | 4                              | 5                              | 6                    | 7                    | 8                              |
| 集電弓   | |                      | ◇                    |                                |                                | ◇                    |                      |                                |
| 形式區分 | 53XX-1 (Mc1) (53-Mc1A) | 53XX-2 (T1) (53-T2A) | 53XX-3 (M1) (53-M1A) | 53XX-4 (T2) (53-T2C)           | 53XX-5 (T3) (53-T2B)           | 53XX-6 (M2) (53-M1A) | 53XX-7 (T4) (53-T2A) | 53XX-8 (Mc2) (53-Mc1A)         |
| 动力单元 | 单元1 | 单元1                | 单元1                | 单元1                          | 单元2                          | 单元2                | 单元2                | 单元2                          |
| 其他設備 | 3-7批次： |                      |                      | 1、2批次：                     | 1、2批次：                     |                      |                      | 3-7批次：                      |
| 安裝機器 | VVVF,BT | SIV                  | VVVF                 | CP                             | CP                             | VVVF                 | SIV                  | VVVF,BT                        |
| 車輛重量 | 34.5t | 26.5t                | 34.0t                | 26.0t                          | 26.0t                          | 34.0t                | 26.5t                | 34.5t                          |
| 載客量   | 1、2批次：119人 3-7批次：123人                                                                                               | 134人                | 134人                | 1、2批次：135人 3-7批次：134人 | 1、2批次：135人 3-7批次：134人 | 134人                | 134人                | 1、2批次：119人 3-7批次：123人 |

範例
- VVVF：主控制裝置（VVVF變頻器）
- SIV：DC-DC變流器
- CP：電動空氣壓縮機
- BT：蓄電池
- ：無障礙設施

## 变更
- 1、2批次车的第4、5卡設有輪椅空間。3批次车以后的設置在第1、8卡。
- 4次車開始，東京都標誌「銀杏」的位置微调[1]。
- 5次車開始，排障器面积加大。
- 7次車的5327F編組是為了乘入京滨急行电铁時，能配合作快特的用途（因為京急自社的快特班次是以120km/h行走），所以将設計最高速度提升到130km/h，電動機的单机功率增大至180kW[2]，但由於沒有裝備增壓煞車裝置，列車無法於600米內由行駛最高速度煞停，最後沒有實現京急線內120km/h運行。5327F編組搭载的控制装置为T-INV1A型（与6300型的1、2批次车同形式），元件电容4500V·2300A。
- 直至2009年9月，大部分列车的磁励音已经改变。

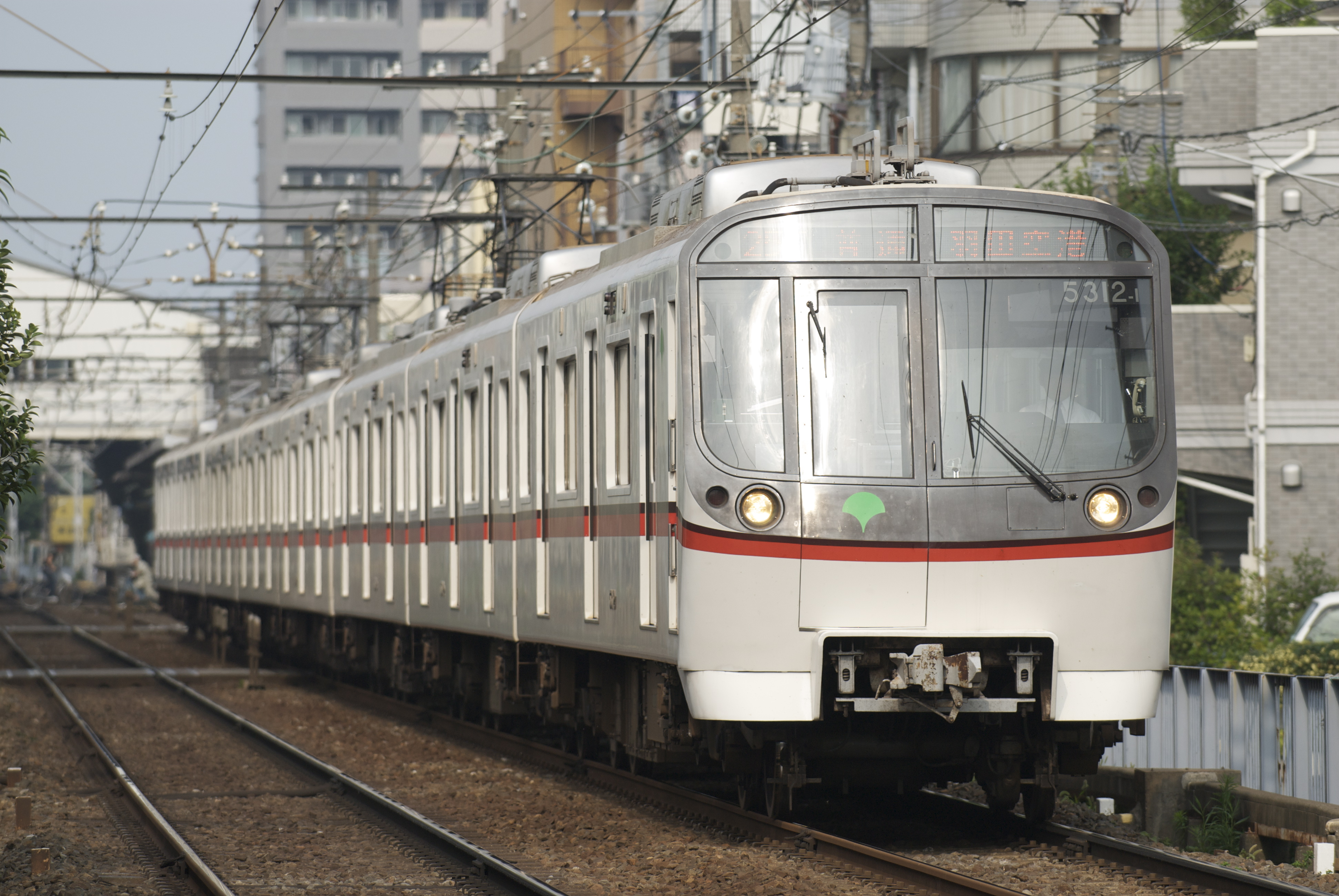
初期列车

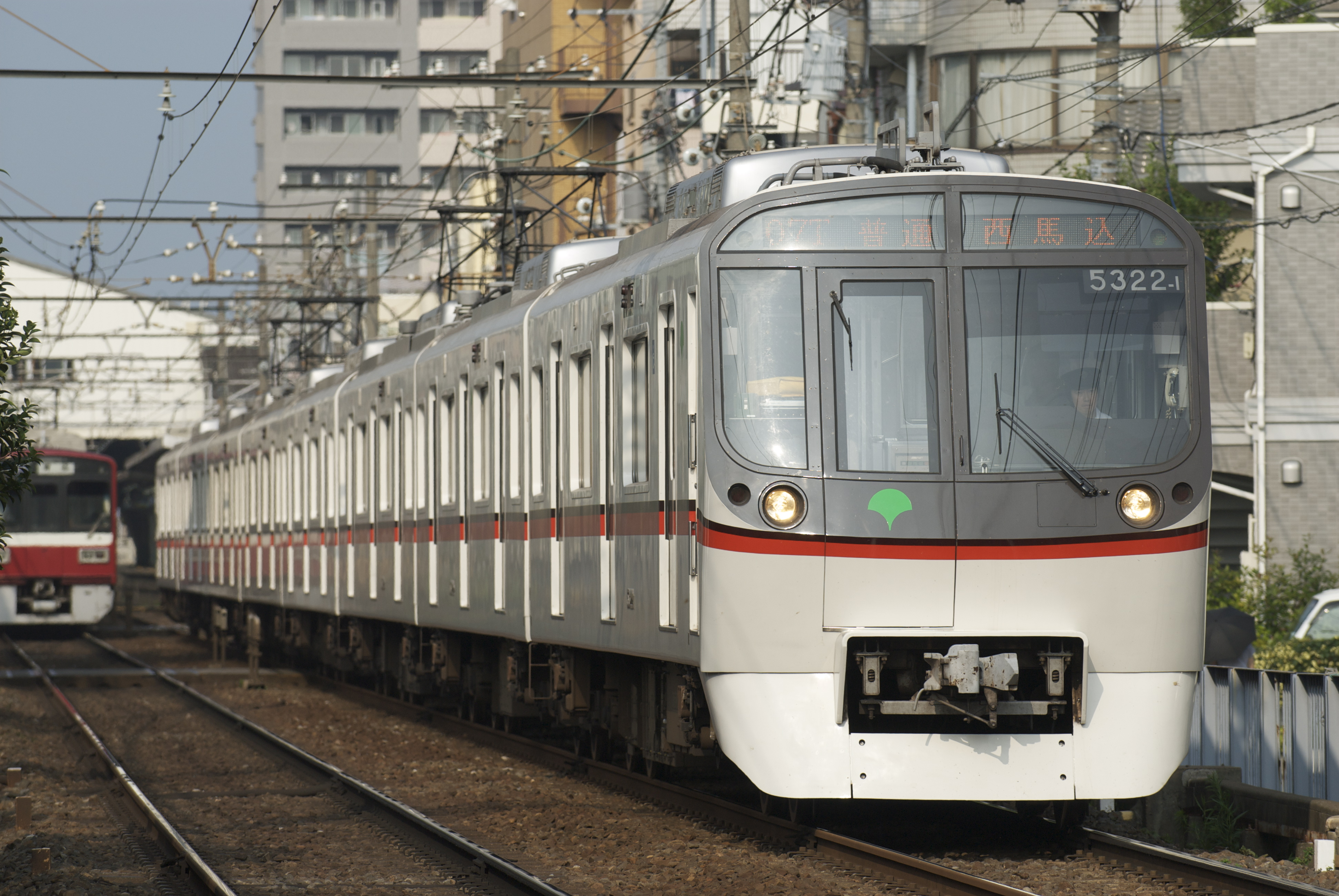
后期拥有排障器的列车

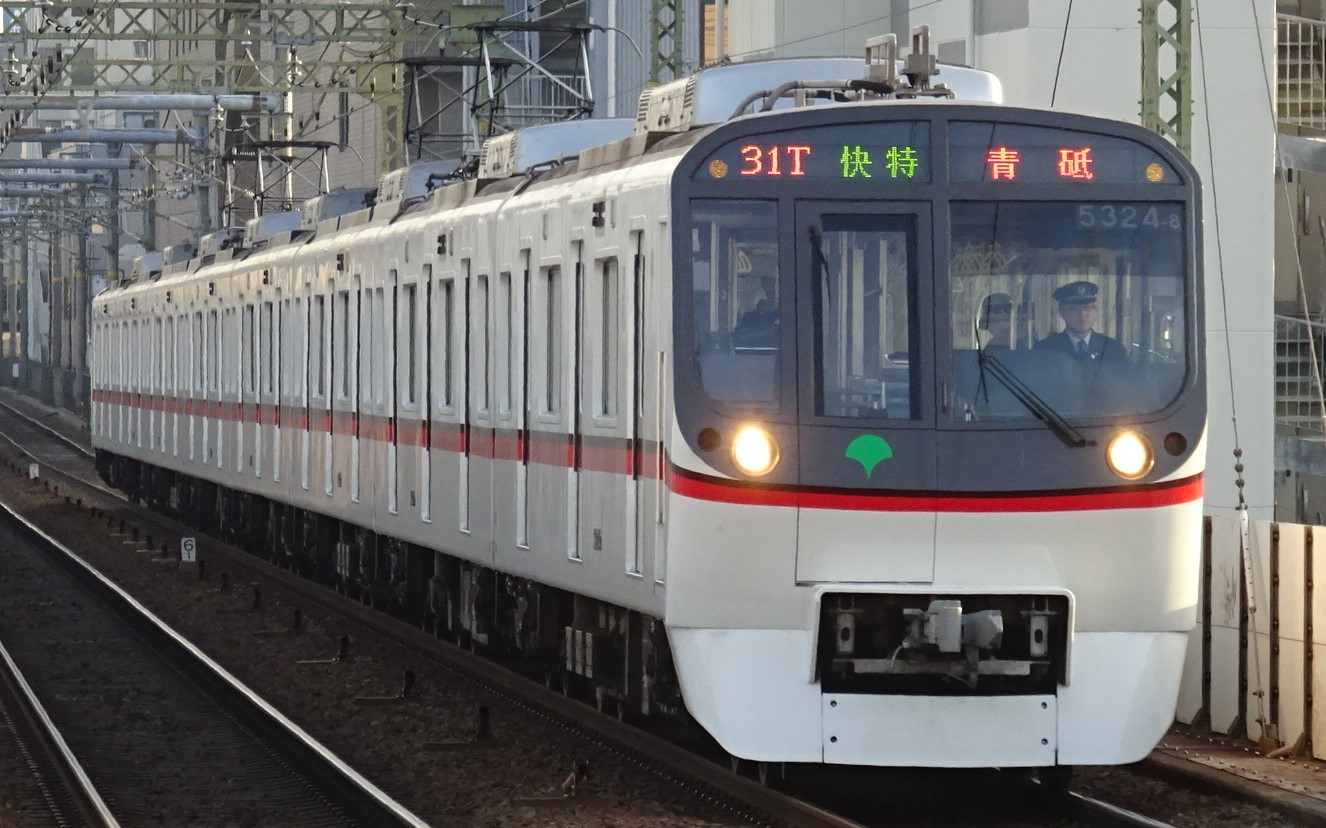
於京急本線新馬場行駛的東京都交通局5300型電車

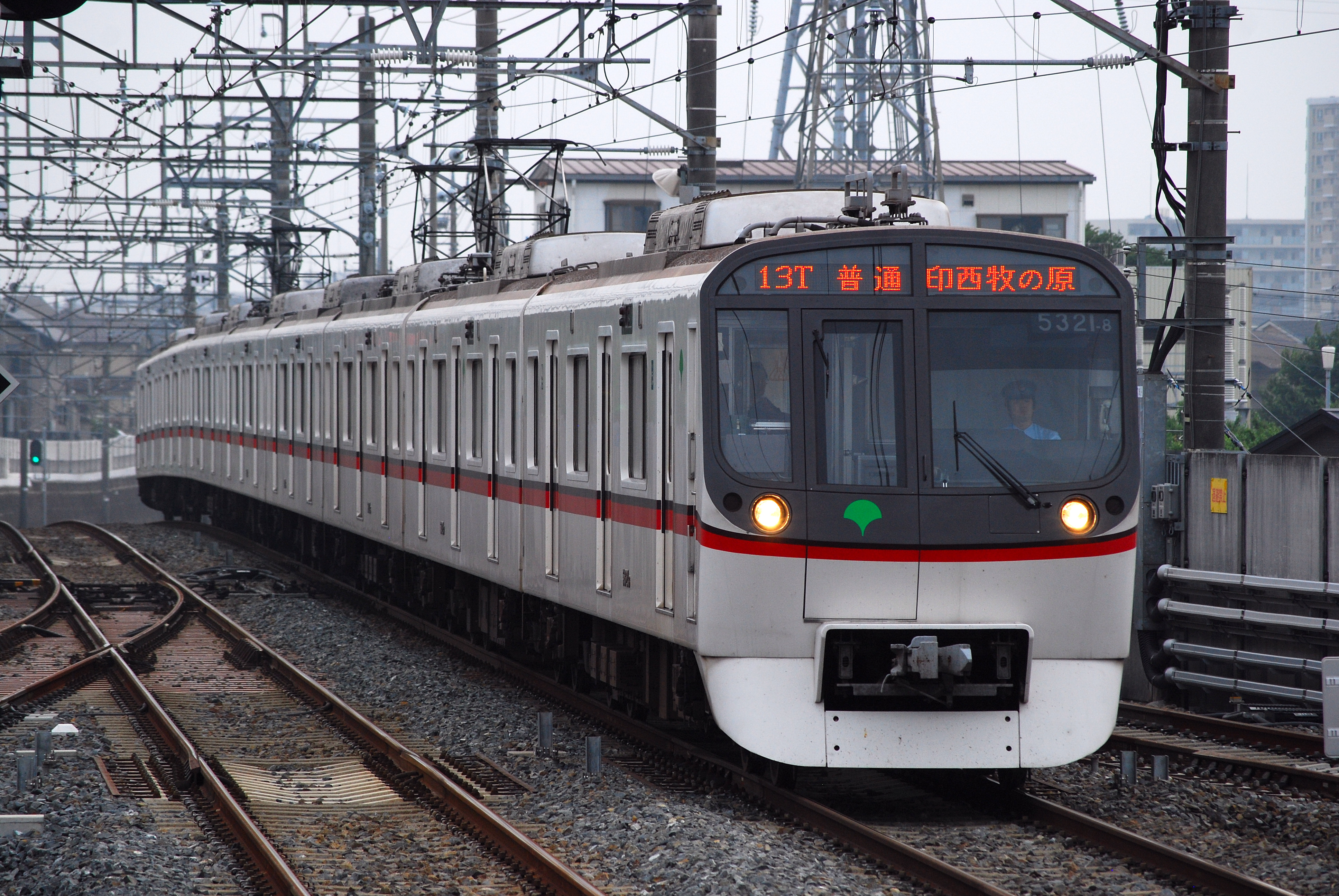
於北总铁道北总线行駛的東京都交通局5300型電車

## 使用範圍

### 定期運用範圍
- 東京都交通局：淺草線
- 京濱急行電鐵：
  - 京急本線（泉岳寺站-堀之内站）
  - 京急空港線
  - 逗子線
  - 久里濱線（仅限于尖峰时间和夜间）
- 京成電鐵：
  - 押上線
  - 京成本線（青砥站-成田機場站）
- 北總鐵道：北總鐵道北總線

### 非定期運用範圍
- 京成電鐵：
  - 京成本線（京成上野站-京成高砂站）
  - 成田機場線
  - 东成田线
- 芝山铁道：芝山铁道线

## 替換
在2006年11月3日結束使用5200型後，淺草線所屬車輛只剩下本形式及E5000型電力機車。原定於2015年末開始引入新型車輛，及後計劃延期2年。
2016年12月6日，發表新車5500型。5500型於2018年6月起開始營運，並1換1替換5300型（本頁型號）。2022年現在只剩下5320編成。
2023年3月7日，東京都交通局正式宣佈5320編退出成定期服務，5300型正式退出淺草線。

## 意外
在2008年2月10日晚上8時，一班由印旛日本醫大站開出，駛往羽田空港站的5300型電車（當時列車種別為急行）跟一部大型貨櫃車在京急蒲田站前的交匯處相撞。列车驾驶员和乘客沒有受傷，列車只是車頭有輕微損毀。

## 外部連結
- 東京都交通局 5300形 - 近畿車輛
- 【主要諸元表】都営地下鉄5300形 （页面存档备份，存于）